# Günther Deschner
Günther Deschner (ur. 14 maja 1941 w Fürth, zm. 11 stycznia 2023) – niemiecki historyk, pisarz, dziennikarz i dokumentalista filmowy.
W swoich książkach opisuje zagadnienia wojny i okupacji w różnych okresach historycznych, m.in. plan Barbarossa, powstanie warszawskie i działalność Reinharda Heydricha w Pradze w czasie II wojny światowej oraz współczesną walkę Kurdów o niepodległe państwo.

## Publikacje
- Günther Deschner, Warsaw Rising. History of World War II. Pan/Ballantine Books, London 1972
- Günther Deschner, Gab es ein "Unternehmen Barbarossa" der Westmächte?
- Günther Deschner, Der 2. Weltkrieg. Bilder, Daten, Dokumente. München 1983
- Günther Deschner, Die Kurden. Volk ohne Staat. Herbig Verlag, München 2003
- Günther Deschner, Saladins Söhne: Die Kurden- das betrogene Volk. Droemer Knaur, München 1983
- Günther Deschner und Jean Amery (Vorwort), Menschen im Ghetto. Bertelsmann Sachbuchverlag 1969
- Günther Deschner, Reinhard Heydrich : Statthalter d. totalen Macht. Bechtle, Esslingen am Neckar 1977.